# Michał Ludwik Rexin
Franciszek Ludwik Rexin (zm. w 1768 roku) – generał lejtnant wojsk koronnych w 1753 roku, pułkownik Regimentu Piechoty gwardii
W 1737 za zasługi dla Augusta III Sasa otrzymał starostwo malborskie.
Patent generalski uzyskał w 1753 roku. Był szlachcicem kaszubskim z okolic Lęborka. Związany z rodziną Goltzów i przez nią promowany.
W 1760 roku odznaczony Orderem św. Aleksandra Newskiego.